# Dubiaranea speciosa
Dubiaranea speciosa là một loài nhện trong họ Linyphiidae. Loài này được phát hiện ở Peru.